# Outriaz
Outriaz ist eine französische Gemeinde mit 258 Einwohnern (Stand 1. Januar 2022) im  Département Ain in der Region Auvergne-Rhône-Alpes. Sie gehört zum Kanton Plateau d’Hauteville im Arrondissement Nantua.

## Geographie
Outriaz liegt auf 710 m, etwa 19 Kilometer nordöstlich der Stadt Ambérieu-en-Bugey und 29 Kilometer ostsüdöstlich der Präfektur Bourg-en-Bresse (Luftlinie). Das Bauerndorf erstreckt sich im zentralen Bugey, auf einem erhöhten Plateau am östlichen Rand der breiten Senke der Combe du Val im Jura, am Fuß der Grande Montagne.
Die Fläche des 5,91 km² großen Gemeindegebiets umfasst einen Abschnitt des südlichen französischen Juras. Der westliche Teil wird von der rund zwei Kilometer breiten in Nord-Süd-Richtung orientierten Mulde der Combe du Val (im Mittel auf 660 m) eingenommen, die eine Synklinale im Faltenjura bildet. Diese Mulde wird durch den Borrey nach Norden zum Oignin entwässert. Bei Outriaz erhält er von Osten Zufluss durch den Flon. Vom Talboden erstreckt sich das Gemeindeareal ostwärts über das Plateau von Outriaz und den anschließenden sanft ansteigenden Hang bis auf den bewaldeten Kamm der Grande Montagne, auf der mit 1103 m die höchste Erhebung von Outriaz erreicht wird. Mit einem schmalen Zipfel reicht der Gemeindeboden nach Südosten und umfasst auch das Einzugsgebiet des Flon.
Nachbargemeinden von Outriaz sind Vieu-d’Izenave im Norden, Champdor-Corcelles im Osten sowie Lantenay im Süden.

## Geschichte
Outriaz gehörte im 14. Jahrhundert der Familie von Lantenay, die unter der Oberhoheit der Grafen von Savoyen stand. Mit dem Vertrag von Lyon gelangte das Dorf im Jahr 1601 an Frankreich. 1873 wurde Outriaz von Lantenay abgetrennt und zur selbständigen Gemeinde erhoben.

### Bevölkerungsentwicklung
| Jahr                       | 1962 | 1968 | 1975 | 1982 | 1990 | 1999 | 2009 | 2021 |
| Einwohner                  | 236  | 225  | 204  | 255  | 275  | 264  | 256  | 255  |
| Quellen: Cassini und INSEE |      |      |      |      |      |      |      |      |

Mit 258 Einwohnern (Stand 1. Januar 2022) gehört Outriaz zu den kleinen Gemeinden des Départements Ain. Nachdem die Einwohnerzahl in der ersten Hälfte des 20. Jahrhunderts abgenommen hatte, wurde seit Mitte der 1970er Jahre wieder eine Bevölkerungszunahme verzeichnet. Die Ortsbewohner von Outriaz heißen auf Französisch Triolin(e)s.

## Sehenswürdigkeiten
- Lavoir
- namenlose Kapelle

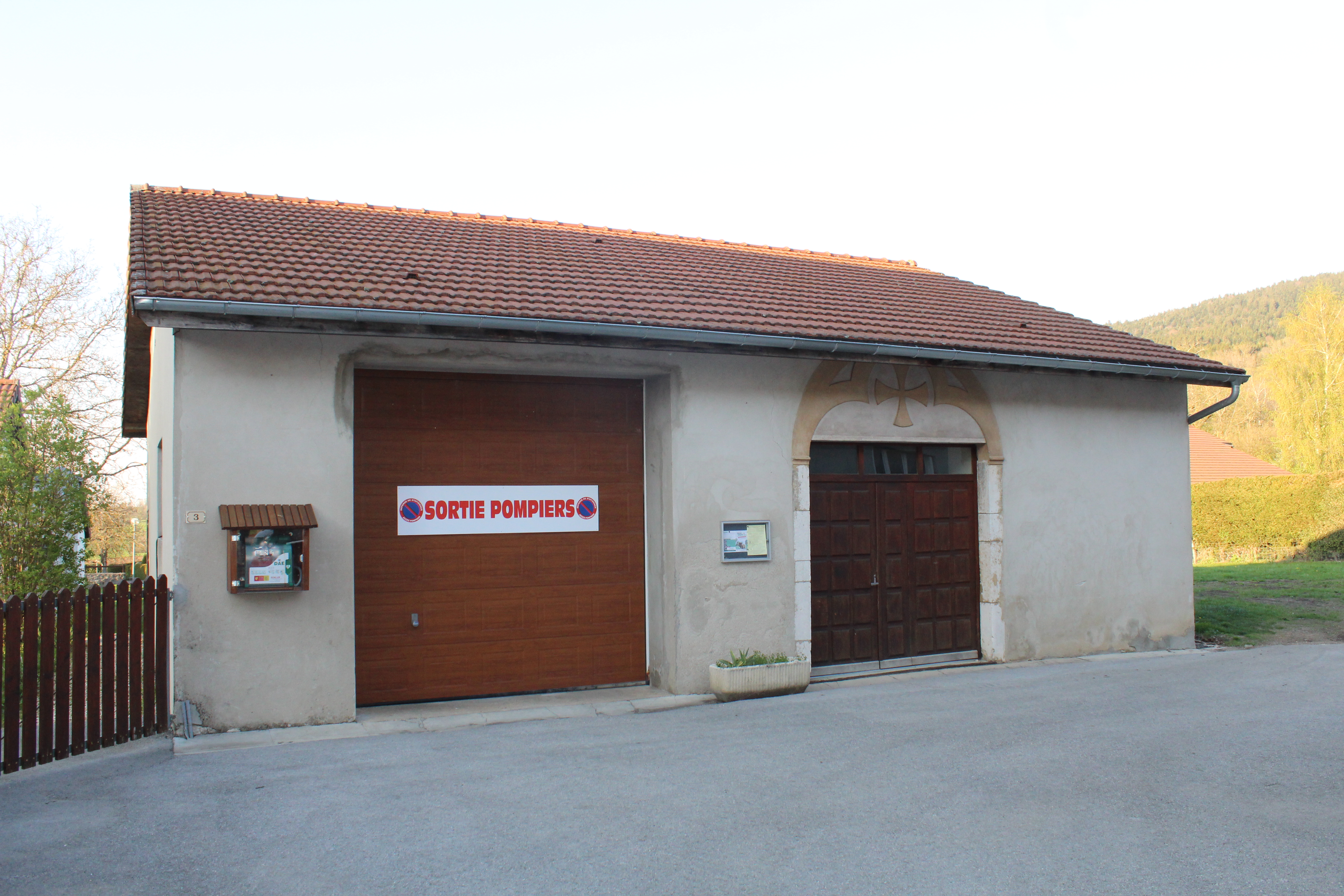
Kapelle und Feuerwehrhaus
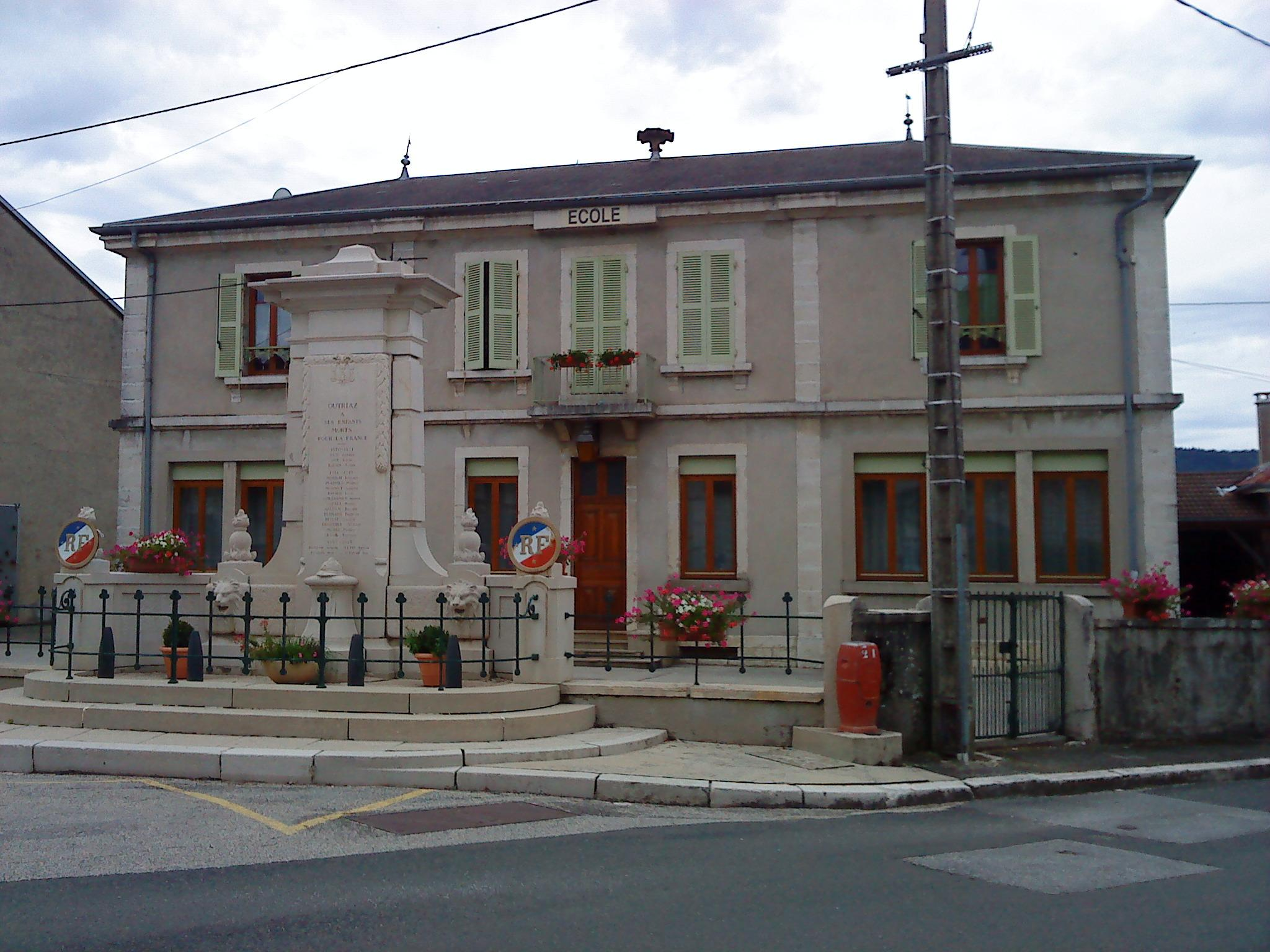
Schule
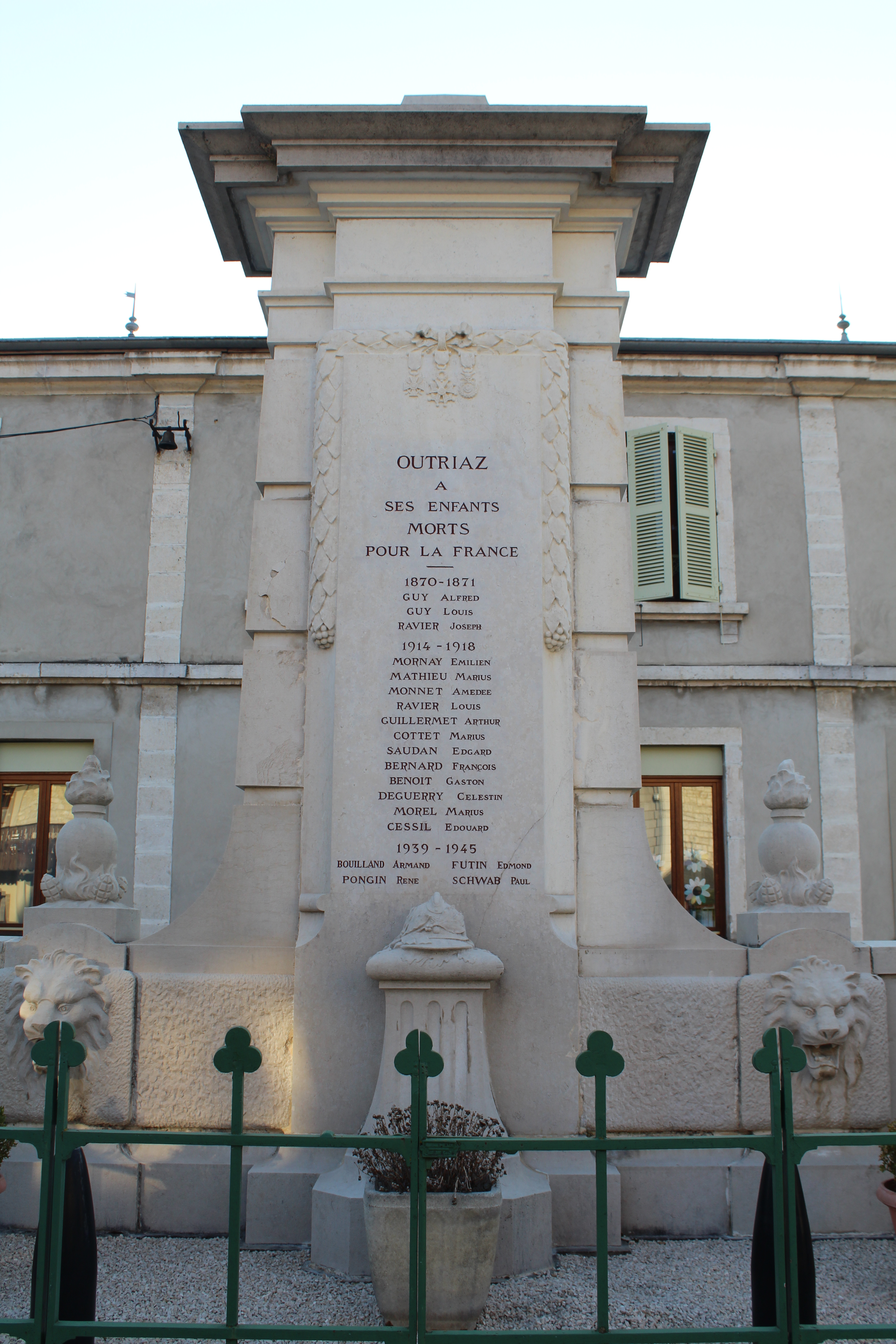
Gefallenendenkmal

## Wirtschaft und Infrastruktur
Outriaz war bis weit ins 20. Jahrhundert hinein ein vorwiegend durch die Landwirtschaft, insbesondere Milchwirtschaft und Viehzucht geprägtes Dorf. Noch heute leben die Bewohner hauptsächlich von der Tätigkeit im ersten Sektor. Außerhalb des primären Sektors gibt es nur wenige Arbeitsplätze im Dorf.
Die Ortschaft liegt abseits der größeren Durchgangsstraßen. Die Hauptzufahrt erfolgt von Vieu-d’Izenave. Weitere Straßenverbindungen bestehen mit Corcelles und Lantenay. Der nächste Anschluss an die Autobahn A40 befindet sich in einer Entfernung von rund zehn Kilometern.